# 厦门破狱斗争旧址
厦门破狱斗争旧址，位于福建省厦门市思明区思明南路473号。旧址是厦门大劫狱事件的发生地，小说《小城春秋》即以此事件创作。今存民国时期监牢三座、刑讯室一座，周边建有高4米的砖砌围墙，狱区占地面积近700平方米，建筑面积493平方米。监牢单层，砖、石、木结构，密梁双折坡布瓦顶平屋。1982年旧址被公布为厦门市第二批文物保护单位，1985年列为福建省第二批文物保护单位，2006年被列为第六批全国重点文物保护单位。现为福建省党史学习教育参观学习点、厦门市爱国主义教育基地:243。

## 历史
清道光《厦门志》载清廷设厦防同知署在城外厦门港保鸿山寺东，是康熙二十五年“移泉州海防同知驻厦门”所建:38。乾隆三十年（1765年）同知黄彬建监狱十四间，“以禁台递人犯”:38。民国时厦门市区地图则将此处标记为“厅署”及“思明县衙门”。1912年划同安县嘉禾里思明县始称此机构为“思明监狱”。现在旧址内仍存一方民国五年所立的“思明县建筑监狱碑”。
四一二事件发生后，国民党右派在全国范围内对共产党人实施镇压。从此国共两党走向对立。1930年3月18日，反帝大同盟在厦门中山公园召开纪念北京惨案大会（即三一八事件），反对日本帝国主义。在开会时，中共厦门市委书籍刘瑞生等五人被国民党军警逮捕，关押于思明监狱。此前在思明监狱关押的“政治犯”达三十多人:27 61-62。
1930年3月底开始，中共福建省委经过多次研究决定组织力量进行武装劫狱，指定省委书记罗明、军委书记王海萍，组织部长谢汉秋（即谢景德）、军委秘书陶铸和团省委书记王德共5人组成破监委员会:46:46。1930年5月25日上午9时劫狱开始，由陶铸带队。20分钟后破狱成功，成功营救出40多为共产党员与革命群众。出狱的共产党员即从厦门港乘船离开厦门岛，共产党一方无一人伤亡。先经鼓浪屿随后向东到达同安（今属翔安区）的彭厝及珩厝:148。
破狱事件在海内外产生了很大的影响。当时的媒体诸如厦门《江声报》、上海《申报》等均对此事进行报道。解放战争后、厦门作家高云览以此为素材，加工创作了长篇小说《小城春秋》，自此破狱成为家喻户晓的故事:226。

## 保护

### 修缮
因气候阴湿，白蚁为患，旧址先后经过1985年、1993年及1999年抢救性维修。
同时，相关部门亦有意对破狱斗争旧址进行长远的规划改造，如建设中心广场、社区绿地、雕塑及纪念亭等:228。1988年南面的一座牢房辟为厦门破狱斗争史迹陈列室。

### 保护范围
原思明监狱所在范围及蒋厝风貌建筑所在范围。

## 图库

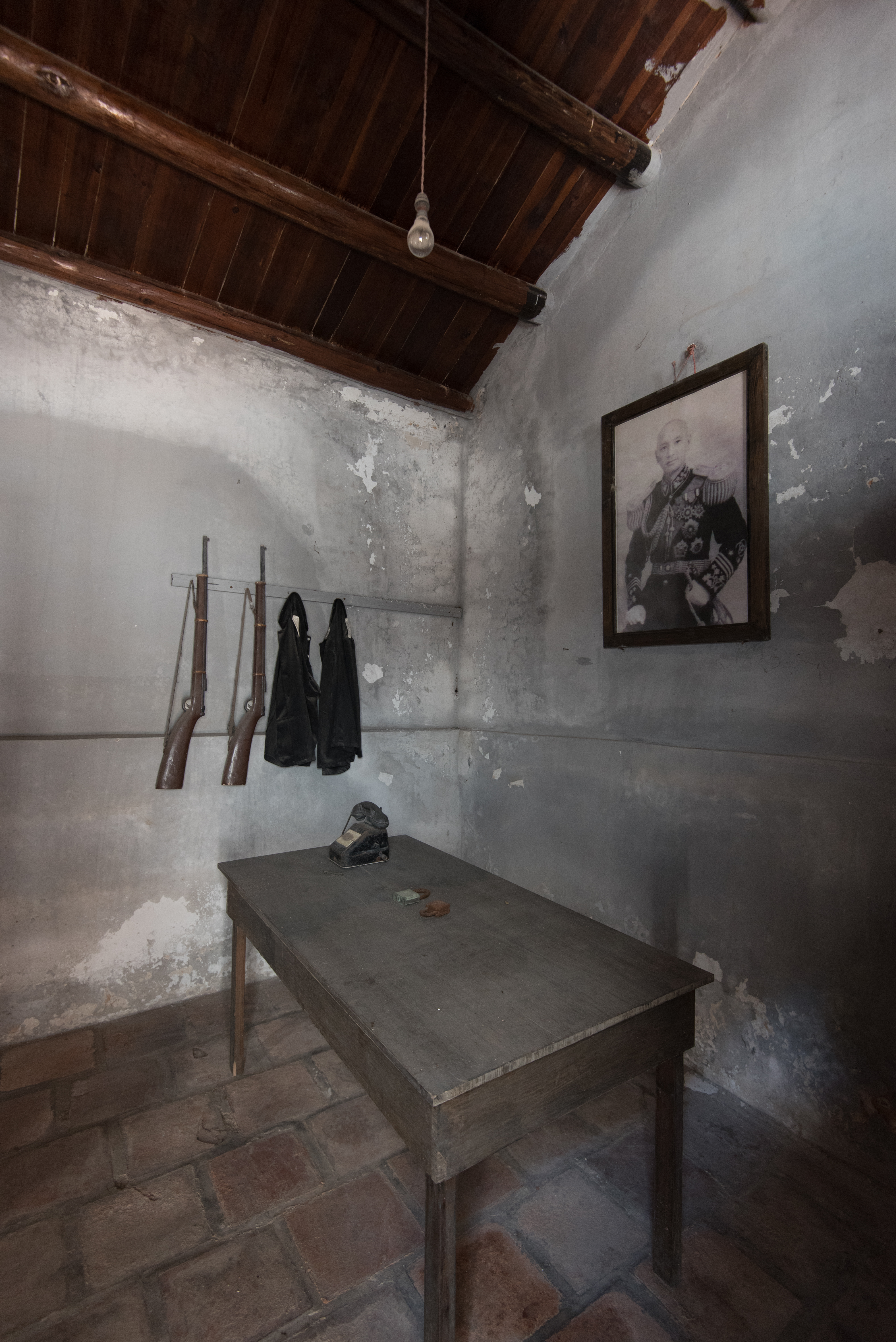
室内一角，可见其顶部的密梁结构
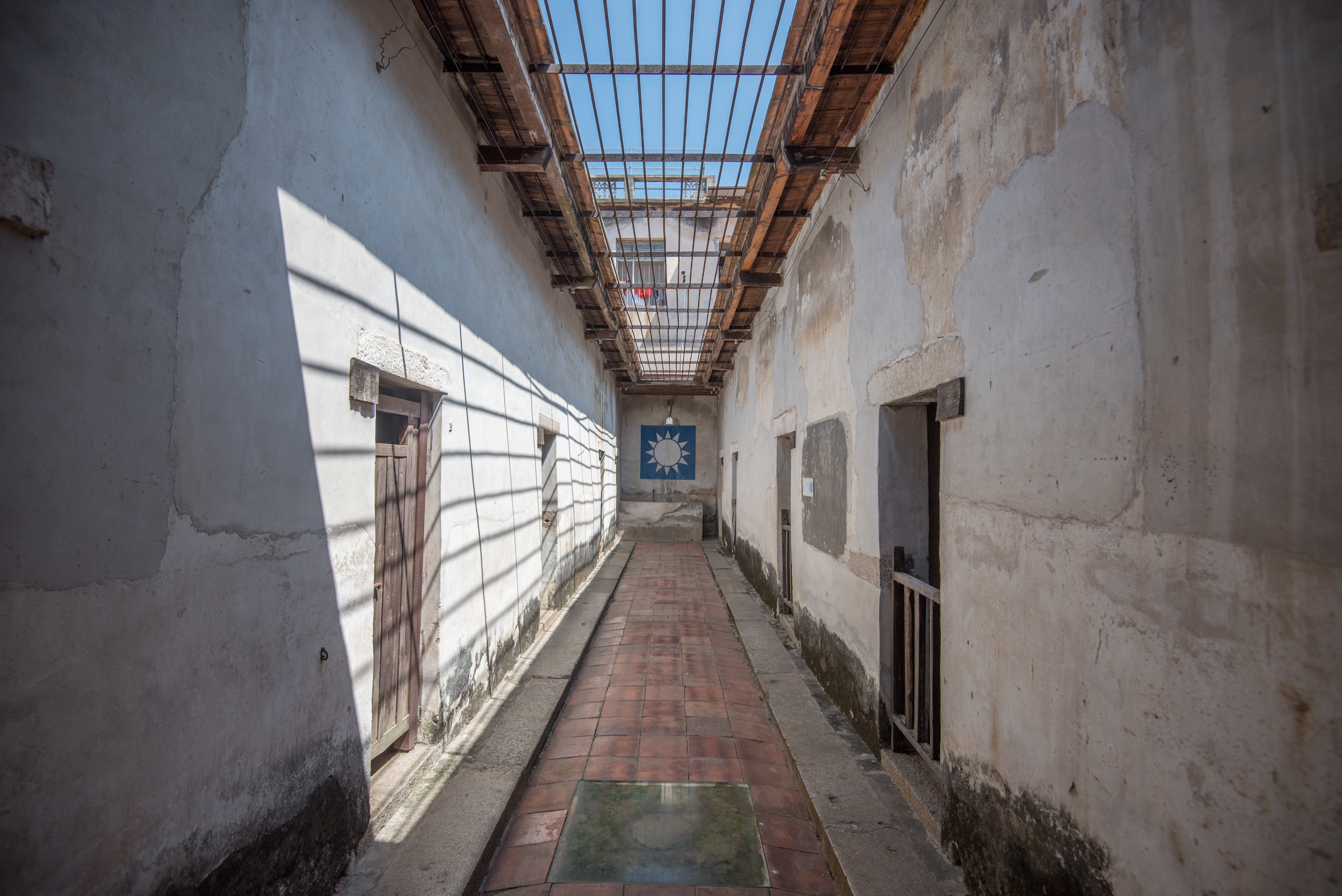
监牢及走廊
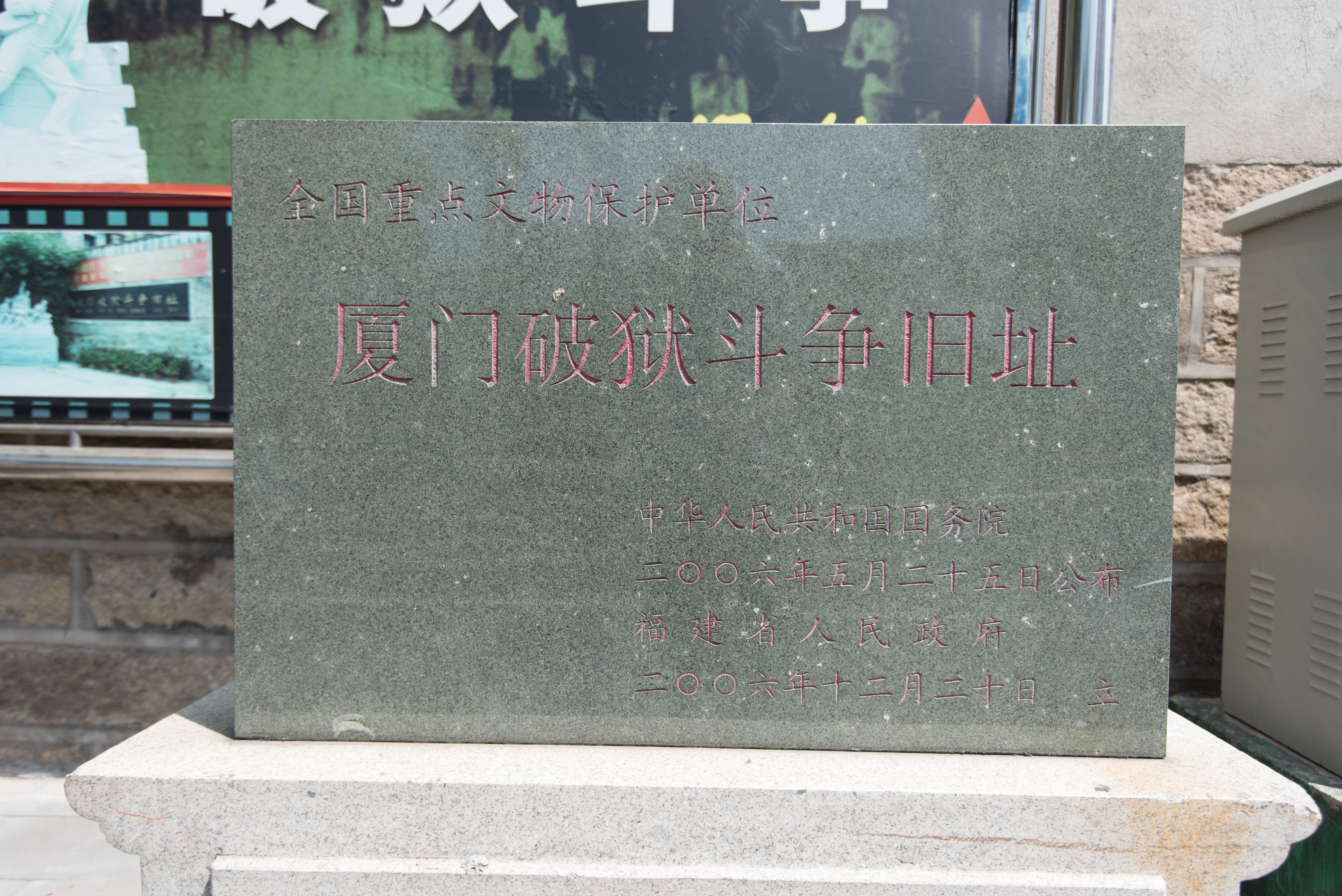
厦门破狱斗争旧址文保碑